# Бокансе
Бокансе (фр. Bocquencé) насеље је и општина у северној Француској у региону Доња Нормандија, у департману Орн која припада префектури Аржантан.
По подацима из 2011. године у општини је живело 151 становника, а густина насељености је износила 14,88 становника/km². Општина се простире на површини од 10,15 km². Налази се на средњој надморској висини од 210 метара (максималној 283 m, а минималној 202 m).

## Демографија
| 1962. | 1968. | 1975. | 1982. | 1990. | 1999. | 2011. |
| ----- | ----- | ----- | ----- | ----- | ----- | ----- |
| 142   | 163   | 149   | 121   | 150   | 141   | 151   |

График промене броја становника у току последњих година